# 農姓
农姓為中文姓氏之一，在《百家姓》中排名第320位。

## 起源
农姓实际起源于南方民族，即今天的壮族在起汉名时的一个姓氏。农，也写作侬，是壮族自称，即普农(Boux'ndoeng)？ ，这部分人起汉名时以族为姓，即以汉字读音接近的“农”为姓。农，在壮语中指大坝子、大森林等，普农，即住在大坝子或大森林的人。
不過，根據百度百科的記載，漢族，羌族和滿族皆有農姓，故此是一個多重起源的姓氏.

## 延伸阅读
[在维基数据编辑]
 《百家姓》
 《欽定古今圖書集成·明倫彙編·氏族典·農姓部》，出自陈梦雷《古今圖書集成》